# Catedral de San José (Mindoro Occidental)
La Catedral de San José o alternativamente Catedral de San José Obrero es una iglesia católica en San José de Mindoro, Filipinas.
Eclesiásticamente, la isla de Mindoro estuvo bajo la jurisdicción de la Diócesis de Manila hasta la creación de la diócesis de Lipa en 1910, cuando fue transferida bajo la autoridad de Lipa. La provincia de Mindoro; luego se convirtió en una prefectura apostólica en 1936 con el obispo William Finneman, SVD como jefe de la prefectura. En 1951, a raíz de la escisión de la provincia de Mindoro en Occidental y Oriental, la Prefectura fue elevada a Vicariato Apostólico de Calapan. 
La construcción de la iglesia actual fue impulsada bajo la administración del párroco George Koschinski, SVD. Antes de la construcción de la iglesia construida bajo Koschinski, la capilla de San José utilizó un cobertizo que fue utilizado por las fuerzas aliadas durante la Segunda Guerra Mundial. La estructura de la iglesia de reemplazo fue construido por los católicos alemanes y filipinos y fue bendecida por el vicariato apostólico de San José en Mindoro, Obispo William Duschak, SVD, DD el 30 de septiembre de 1962.